# ویتیس والپینا
ویتیس والپینا (نام علمی: Vitis vulpina) نام یک گونه از سرده انگوری‌ها است.